# Mujeres asesinas (serie televisiva argentina)
Mujeres asesinas Mujeres assassinas è una serie televisiva argentina di dramma e suspense trasmessa per la prima volta il 19 luglio 2005 su Canal 13. Si ispira al libro Murderous Women di Marisa Grinstein, che documenta casi reali di omicidi perpetrati da donne. Il cast riunisce le attrici più prestigiose del paese, che mettono cuore e anima in storie impegnate, ottenendo elaborate composizioni di personaggi. Donne diverse, con problemi e angosce diverse che le portano a commettere crimini terribili, molti dei quali motivati da amori incrociati, gelosie esacerbate e follia temporanea.
La serie, che ha ottenuto numerosi riconoscimenti ai premi Martín Fierro, è ispirata dall'omonimo romanzo scritto da Marisa Grinstein e ha dato origine a diversi remake prodotti in altre nazioni, tra i quali ricordiamo un adattamento colombiano (avente lo stesso titolo e iniziato nel 2007), due adattamenti messicani (entrambi sempre con il medesimo titolo e iniziati rispettivamente nel 2008 e nel 2022) e l'adattamento italiano Donne assassine. La serie ha anche ispirato la fiction statunitense Killer Women.

## Trama
Racconta le storie di criminali argentini che all'epoca seppero attirare l'attenzione dei media. Sono casi reali di donne molto infelici, che si sentono sole, senza affetti, e che hanno commesso dei crimini, ma rivedendo le loro storie si può capire come la vita le abbia condotte ad un destino tragico. Un compendio di follia e perdita, e un'indagine psicologica sulle modalità con cui la violenza e la pulsione di morte si impadroniscono della mente femminile.

## Cast
Tra le attrici che hanno interpretato la protagonista in almeno uno dei vari episodi figurano:
- Eugenia Tobal
- Juana Viale
- Dolores Fonzi
- Julieta Díaz
- Cristina Banegas
- Cecilia Roth
- Betiana Blum
- Mercedes Morán
- Araceli González
- Ana María Picchio
- Valeria Bertuccelli
- Andrea Bonelli
- Claudia Fontán
- Julia Calvo
- Edda Bustamante
- Paola Krum
- Romina Gaetani
- Carola Reyna
- Bárbara Lombardo
- Leonor Manso
- Romina Ricci
- María Leal
- Nacha Guevara
- Celeste Cid
- Emilia Mazer
- Gloria Carrá
- Andrea Pietra
- Nancy Dupláa
- Leticia Brédice
- Vera Fogwill
- María Valenzuela
- María Socas
- Manuela Pal
- Agustina Cherri
- Malena Solda
- Ana María Orozco
- Eleonora Wexler
- Laura Novoa
- Virginia Innocenti
- Jazmín Stuart
- Gabriela Toscano
- Andrea del Boca
- Belén Blanco
- Rita Cortese
- Mirta Busnelli
- Julieta Ortega
- María Abadi
- María Onetto
- Valentina Bassi

### Prima stagione
- 01) Eugenia Tobal: Marta Odera, monja.
- 02) Juana Viale: Ana D., mujer corrosiva.
- 03) Dolores Fonzi: Claudia Sobrero, cuchillera.
- 04) Julieta Díaz: Ana María Gómez Tejerina, asesina obstinada.
- 05) Cristina Banegas: Emilia Basil, cocinera.
- 06) Cecilia Roth: Clara, la fantasiosa.
- 07) Betiana Blum: Ana María Soba, heredera impaciente.
- 08) Mercedes Morán: Graciela Hammer, incendiaria.
- 09) Araceli González: Margarita Herlein, probadora de hombres.
- 10) Ana María Picchio: Stella O., huérfana emocional.
- 11) Valeria Bertuccelli: Marta Bogado, madre.
- 12) Cristina Banegas: Margarita, la maldita.
- 13) Andrea Bonelli e María Abadi: Laura E., encubridora.
- 14) Julia Calvo, Edda Bustamante, Claudia Fontán e Alejandro Urdapilleta: Brujas incautas y falsa mujer.
- 15) Paola Krum: Lisa, la soñadora.
- 16) Romina Gaetani: Norah, amiga.
- 17) Carola Reyna: Sandra, la gestora.
- 18) Cecilia Roth: Cándida, esposa improvisada.
- 19) Bárbara Lombardo: Patricia, vengadora.
- 20) Leonor Manso: Ofelia, enamorada.
- 21) Romina Ricci: Carmen, hija.
- 22) María Leal: Cristina, rebelde.

### Seconda stagione
- 01) Nacha Guevara: Yiya Murano, envenenadora.
- 02) Celeste Cid: Lucía, memoriosa.
- 03) María Leal, Emilia Mazer e Gloria Carrá: Hermanas de sangre.
- 04) Araceli González: Irma, la de los peces.
- 05) Andrea Pietra: Javiera, ingenua.
- 06) Cristina Banegas: Leonor, madrastra.
- 07) Nancy Dupláa e Celeste Cid: Laura, abandonada.
- 08) Leticia Brédice: Susana, dueña de casa.
- 09) Romina Gaetani: Laura, madre amante.
- 10) Cristina Banegas: Elvira, madre abnegada.
- 11) Vera Fogwill: Gloria, despiadada.
- 12) Julieta Díaz: Felisa, desesperada.
- 13) María Valenzuela: Isabel, enfermera.
- 14) María Socas: Ana, sometida.
- 15) Leonor Manso: Ema, costurera.
- 16) Romina Ricci: Cecilia, hermana.
- 17) Emilia Mazer: María, creyente.
- 18) Bárbara Lombardo: Mercedes, virgen.
- 19) Romina Ricci: Andrea, bailantera.
- 20) Andrea Pietra: Carmen, honrada.
- 21) María Valenzuela: Blanca, operaia.
- 22) Leonor Manso: Elena, protectora.
- 23) Celeste Cid: Ramona, justiciera.
- 24) Bárbara Lombardo: Sandra, confundida.
- 25) Leticia Brédice: Eliana, cuñada.
- 26) Manuela Pal: Soledad, cautiva.
- 27) Andrea Pietra: Olga, encargada.
- 28) Agustina Cherri: Sofía, nena de papá.
- 29) Malena Solda: Mónica, acorralada
- 30) Ana María Orozco: Mara, alucinada.
- 31) Eleonora Wexler: Rosa, soltera.
- 32) Laura Novoa: Nélida, tóxica.
- 33) Emilia Mazer: Silvia, celosa.
- 34) Virginia Innocenti: Próspera, arrepentida.
- 35) Leonor Manso: Pilar, esposa.
- 36) Jazmín Stuart: Paula, bailarina.
- 37) Andrea Bonelli: Leticia, codiciosa.

### Terza stagione
- 01) Gabriela Toscano: Rita, burlada.
- 02) Cristina Banegas: Milagros, pastora.
- 03) Romina Gaetani: Nora, ultrajada.
- 04) Araceli González: Blanca, perdida.
- 05) Andrea del Boca: Sonia, desalmada.
- 06) Laura Novoa: Claudia, herida.
- 07) Leticia Brédice: Perla, anfitriona.

### Quarta stagione
- 01) Romina Ricci e Celeste Cid: Dolores, poseída.
- 02) Ana María Picchio: Thelma, impaciente.
- 03) Juana Viale: Marta, manipuladora.
- 04) Dolores Fonzi: Marcela, lastimada.
- 05) Belén Blanco: Azucena, vengadora.
- 06) Rita Cortese: Alicia, deudora.
- 07) Mirta Busnelli: Juana, instigadora.
- 08) Julieta Ortega: Marga, víctima.
- 09) Carola Reyna: Nina, desconfiada.
- 10) María Abadi: Carolina, humillada.
- 11) María Onetto: Noemí, desquiciada.
- 12) Valentina Bassi: Lorena, maternal.

## Episodi
| Stagione         | Episodi | Prima TV Argentina | Prima TV Italia |
| ---------------- | ------- | ------------------ | --------------- |
| Prima stagione   | 22      | 2005               | inedita         |
| Seconda stagione | 37      | 2006               | inedita         |
| Terza stagione   | 7       | 2007               | inedita         |
| Quarta stagione  | 8       | 2008               | inedita         |

## Adattamenti internazionali
- Mujeres asesinas, adattamento colombiano
- Mujeres asesinas, adattamento messicano
- Mujeres asesinas, adattamento ecuadoriano
- Donne assassine, adattamento italiano
- Killer Women, adattamento statunitense